# Футбол на летних Олимпийских играх 1972
Футбольный турнир на XX летних Олимпийских играх проходил с 27 августа по 10 сентября 1972 года. Финал выиграла Польша.

## Медалисты
| Золото | Серебро | Бронза | Бронза |
| Польша | Венгрия | СССР | ГДР |
| Хуберт Костка Збигнев Гут Ежи Горгонь Зигмунд Анчок Леслав Цьмикевич Зигмунт Мащик Ежи Краска Казимеж Дейна Зигфрид Шолтысик Влодзимеж Любаньский Роберт Гадоха Ришард Шимчак Антоний Шимановский Йоахим Маркс Гжегож Лято Марьян Остафиньский Казимеж Кмецик Марян Шея Анджей Яросик Тренер: Казимеж Гурский | Иштван Геци Петер Вепи Миклош Панчич Петер Юхас Лайош Сюч Михай Козма Антал Дунаи Лайош Кю Бела Варади Эде Дунаи Ласло Балинт Лайош Кочиш Кальман Тот Ласло Браникович Йожеф Ковач Чаба Видатш Адам Ротермель Тренер: Рудольф Илловский | Геннадий Еврюжихин Реваз Дзодзуашвили Юрий Елисеев Олег Блохин Аркадий Андриасян Оганес Заназанян Владимир Капличный Евгений Ловчев Виктор Колотов Юрий Истомин Анатолий Куксов Владимир Пильгуй Сергей Ольшанский Владимир Онищенко Йожеф Сабо Вячеслав Семёнов Муртаз Хурцилава Евгений Рудаков Андрей Якубик Тренер: Александр Пономарёв | Юрген Крой Манфред Цапф Конрад Вайзе Бернд Бранш Юрген Поммеренке Юрген Шпарвассер Ханс-Юрген Крайше Йоахим Штрайх Вольфганг Зегуин Петер Дукке Франк Ганцера Лотар Курбювайт Эберхард Фогель Аксель Тилль Харальд Ирмшер Ральф Шуленберг Райнхард Хефнер Зигмар Вецлих Тренер: Георг Бушнер |

## Стадионы
| Олимпийский стадион | Франкенштадион    |
|                     |                   |
| Регенсбург          | Пассау            |
| Янштадион           | Драйфлюссештадион |
|                     |                   |
| Ингольштадт         | Аугсбург          |
| ЕСВ-Штадион         | Розенауштадион    |
|                     |                   |

## Первый раунд

### Группа A
| Team     | Матчи | В | Н | П | ГЗ | ГП | РГ  | Очки |
| -------- | ----- | - | - | - | -- | -- | --- | ---- |
| ФРГ      | 3     | 3 | 0 | 0 | 13 | 0  | +13 | 6    |
| Марокко  | 3     | 1 | 1 | 1 | 6  | 3  | +3  | 3    |
| Малайзия | 3     | 1 | 0 | 2 | 3  | 9  | −6  | 2    |
| США      | 3     | 0 | 1 | 2 | 0  | 10 | −10 | 1    |

| Марокко | 0–0   | США |
| ------- | ----- | --- |
|         | отчёт |     |

| ФРГ                                                      | 3–0   | Малайзия |
| -------------------------------------------------------- | ----- | -------- |
| Рональд Ворм 56′ · Юрген Кальб 71′ · Рудольф Зелигер 82′ | отчёт |          |

| Малайзия                                                     | 3–0   | США |
| ------------------------------------------------------------ | ----- | --- |
| Шахаруддин Абдулла 8′ · Саллех Ибрагим 67′ · Завави Юсоф 77′ | отчёт |     |

| ФРГ                                                        | 3–0   | Марокко |
| ---------------------------------------------------------- | ----- | ------- |
| Бернд Никкель 30′ (пен.) 33′ (пен.) · Оттмар Хитцфельд 53′ | отчёт |         |

| ФРГ                                                                                          | 7–0   | США |
| -------------------------------------------------------------------------------------------- | ----- | --- |
| Бернд Никкель 17′ 43′ 70′ 86′ · Оттмар Хитцфельд 47′ · Рудольф Зелигер 62′ · Херманн Биц 79′ | отчёт |     |

| Марокко                                                                                     | 6–0   | Малайзия |
| ------------------------------------------------------------------------------------------- | ----- | -------- |
| Бужемаа Бенкриф 16′ · Ахмед Фарас 19′ 21′ 25′ · Мухаммед Эль Филяли 56′ · Мухаммед Тати 85′ | отчёт |          |

### Группа B
|         | Матчи | В | Н | П | ГЗ | ГП | Очки |
| ------- | ----- | - | - | - | -- | -- | ---- |
| СССР    | 3     | 3 | 0 | 0 | 7  | 2  | 6    |
| Мексика | 3     | 2 | 0 | 1 | 3  | 4  | 4    |
| Бирма   | 3     | 1 | 0 | 2 | 2  | 2  | 2    |
| Судан   | 3     | 0 | 0 | 3 | 1  | 5  | 0    |

| СССР               | 1–0   | Бирма |
| ------------------ | ----- | ----- |
| Виктор Колотов 51′ | отчёт |       |

| Мексика           | 1–0   | Судан |
| ----------------- | ----- | ----- |
| Мануэль Мансо 16′ | отчёт |       |

| Мексика              | 1–0   | Бирма |
| -------------------- | ----- | ----- |
| Леонардо Куэльяр 86′ | отчёт |       |

| СССР                                                 | 2–1   | Судан                |
| ---------------------------------------------------- | ----- | -------------------- |
| Геннадий Еврюжихин 42′ (пен.) · Оганес Заназанян 44′ | отчёт | Наср Эддин Аббас 59′ |

| Бирма                        | 2–0   | Судан |
| ---------------------------- | ----- | ----- |
| Со Тхан 7′ · Аун Мо Тхин 61′ | отчёт |       |

| СССР                                          | 4–1   | Мексика          |
| --------------------------------------------- | ----- | ---------------- |
| Олег Блохин 7′ 13′ 14′ · Вячеслав Семёнов 58′ | отчёт | Даниэль Расо 60′ |

### Группа C
|          | Матчи | В | Н | П | ГЗ | ГП | Очки |
| -------- | ----- | - | - | - | -- | -- | ---- |
| Венгрия  | 3     | 2 | 1 | 0 | 9  | 2  | 5    |
| Дания    | 3     | 2 | 0 | 1 | 7  | 4  | 4    |
| Иран     | 3     | 1 | 0 | 2 | 1  | 9  | 2    |
| Бразилия | 3     | 0 | 1 | 2 | 4  | 6  | 1    |

| Венгрия                                                     | 5–0   | Иран |
| ----------------------------------------------------------- | ----- | ---- |
| Антал Дунаи 31′ 48′ 91′ · Бела Варади 52′ · Михай Козма 91′ | отчёт |      |

| Дания                                    | 3–2   | Бразилия                   |
| ---------------------------------------- | ----- | -------------------------- |
| Аллан Симонсен 28′ 83′ · Пер Рёнтвед 50′ | отчёт | Дирсеу 68′ · Зе Карлос 69′ |

| Дания                                                          | 4–0   | Иран |
| -------------------------------------------------------------- | ----- | ---- |
| Хейно Хансен 16′ 58′ · Аллан Симонсен 39′ · Кристен Нюргор 44′ | отчёт |      |

| Венгрия                         | 2–2   | Бразилия                  |
| ------------------------------- | ----- | ------------------------- |
| Антал Дунаи 4′ · Петер Юхас 84′ | отчёт | Педриньо 67′ · Дирсеу 73′ |

| Иран               | 1–0   | Бразилия |
| ------------------ | ----- | -------- |
| Маджид Хальваи 63′ | отчёт |          |

| Дания | 0–2   | Венгрия           |
| ----- | ----- | ----------------- |
|       | отчёт | Эде Дунаи 17′ 84′ |

### Группа D
|          | Матчи | В | Н | П | ГЗ | ГП | Очки |
| -------- | ----- | - | - | - | -- | -- | ---- |
| Польша   | 3     | 3 | 0 | 0 | 11 | 2  | 6    |
| ГДР      | 3     | 2 | 0 | 1 | 11 | 3  | 4    |
| Колумбия | 3     | 1 | 0 | 2 | 4  | 12 | 2    |
| Гана     | 3     | 0 | 0 | 3 | 1  | 10 | 0    |

| ГДР                                                                  | 4–0   | Гана |
| -------------------------------------------------------------------- | ----- | ---- |
| Ханс-Юрген Крайше 19′ 89′ · Йоахим Штрайх 45′ · Юрген Шпарвассер 66′ | отчёт |      |

| Польша                                            | 5–1   | Колумбия        |
| ------------------------------------------------- | ----- | --------------- |
| Казимеж Дейна 16′ 32′ · Роберт Гадоха 42′ 49′ 72′ | отчёт | Хайме Морон 63′ |

| ГДР | 6–1   | Колумбия           |
| --- | ----- | ------------------ |
| Йоахим Штрайх 1′ 10′ · Юрген Шпарвассер 9′ · Петер Дукке 31′ · Эберхард Фогель 85′ · Ханс-Юрген Крайше 88′ (пен.) | отчёт | Фабио Эспиноса 38′ |

| Польша                                                               | 4–0   | Гана |
| -------------------------------------------------------------------- | ----- | ---- |
| Влодзимеж Любаньский 40′ · Роберт Гадоха 59′ 89′ · Казимеж Дейна 86′ | отчёт |      |

| Колумбия                                                      | 3–1   | Гана              |
| ------------------------------------------------------------- | ----- | ----------------- |
| Хайме Морон 56′ · Анхель Мария Торрес 60′ · Луис Монтаньо 82′ | отчёт | Ибрахим Санди 79′ |

| Польша             | 2–1   | ГДР               |
| ------------------ | ----- | ----------------- |
| Ежи Горгонь 6′ 63′ | отчёт | Йоахим Штрайх 45′ |

## Второй раунд

### Группа 1
|         | Матчи | В | Н | П | ГЗ | ГП | Очки |
| ------- | ----- | - | - | - | -- | -- | ---- |
| Венгрия | 3     | 3 | 0 | 0 | 8  | 1  | 6    |
| ГДР     | 3     | 2 | 0 | 1 | 10 | 4  | 4    |
| ФРГ     | 3     | 0 | 1 | 2 | 4  | 8  | 1    |
| Мексика | 3     | 0 | 1 | 2 | 1  | 10 | 1    |

| Венгрия                           | 2–0   | ГДР |
| --------------------------------- | ----- | --- |
| Антал Дунаи 60′ · Кальман Тот 66′ | отчёт |     |

| ФРГ                 | 1–1   | Мексика              |
| ------------------- | ----- | -------------------- |
| Оттмар Хитцфельд 5′ | отчёт | Леонардо Куэльяр 69′ |

| ГДР | 7–0   | Мексика |
| --- | ----- | ------- |
| Франк Ганцера 34′ · Юрген Шпарвассер 39′ 51′ 89′ · Йоахим Штрайх 48′ · Ханс-Юрген Крайше 72′ · Райнхард Хефнер 79′ | отчёт |         |

| Венгрия                                            | 4–1   | ФРГ                  |
| -------------------------------------------------- | ----- | -------------------- |
| Эде Дунаи 14′ · Антал Дунаи 43′ · Лайош Кю 75′ 87′ | отчёт | Оттмар Хитцфельд 33′ |

| Венгрия                           | 2–0   | Мексика |
| --------------------------------- | ----- | ------- |
| Антал Дунаи 35′ · Лайош Кочиш 53′ | отчёт |         |

| ГДР                                                            | 3–2   | ФРГ                                   |
| -------------------------------------------------------------- | ----- | ------------------------------------- |
| Юрген Поммеренке 10′ · Йоахим Штрайх 53′ · Эберхард Фогель 82′ | отчёт | Ули Хёнесс 31′ · Оттмар Хитцфельд 68′ |

### Группа 2
|         | Матчи | В | Н | П | ГЗ | ГП | Очки |
| ------- | ----- | - | - | - | -- | -- | ---- |
| Польша  | 3     | 2 | 1 | 0 | 8  | 2  | 5    |
| СССР    | 3     | 2 | 0 | 1 | 8  | 2  | 4    |
| Дания   | 3     | 1 | 1 | 1 | 4  | 6  | 3    |
| Марокко | 3     | 0 | 0 | 3 | 1  | 11 | 0    |

| СССР                                                        | 3–0   | Марокко |
| ----------------------------------------------------------- | ----- | ------- |
| Вячеслав Семёнов 1′ · Виктор Колотов 15′ · Юрий Елисеев 69′ | отчёт |         |

| Дания            | 1–1   | Польша            |
| ---------------- | ----- | ----------------- |
| Хейно Хансен 27′ | отчёт | Казимеж Дейна 36′ |

| СССР            | 1–2   | Польша                                          |
| --------------- | ----- | ----------------------------------------------- |
| Олег Блохин 28′ | отчёт | Казимеж Дейна 79′ (пен.) · Зигфрид Шолтысик 87′ |

| Дания                                 | 3–1   | Марокко             |
| ------------------------------------- | ----- | ------------------- |
| Кельд Бак 55′ 83′ · Лейф Принцлау 90′ | отчёт | Мухаммед Мерзак 89′ |

| СССР                                                                         | 4–0   | Дания |
| ---------------------------------------------------------------------------- | ----- | ----- |
| Виктор Колотов 20′ · Вячеслав Семёнов 28′ · Олег Блохин 55′ · Йожеф Сабо 88′ | отчёт |       |

| Польша                                                                                          | 5–0   | Марокко |
| ----------------------------------------------------------------------------------------------- | ----- | ------- |
| Казимеж Кмецик 3′ · Влодзимеж Любаньский 10′ · Казимеж Дейна 45′ (пен.) 63′ · Роберт Гадоха 53′ | отчёт |         |

## Матч за 3-е место
| СССР                                   | 2 : 2 | ГДР                                                |
| -------------------------------------- | ----- | -------------------------------------------------- |
| Олег Блохин 10′ · Муртаз Хурцилава 30′ | отчёт | Ханс-Юрген Крайше 33′ (пен.) · Эберхард Фогель 78′ |

Бронзовые медали поделены.

## Финал
| Польша                | 2–1   | Венгрия         |
| --------------------- | ----- | --------------- |
| Казимеж Дейна 47′ 68′ | отчёт | Бела Варади 42′ |

## Бомбардиры
| 9 голов - Казимеж Дейна (2) 7 голов - Антал Дунаи 6 голов - Олег Блохин - Йоахим Штрайх - Бернд Никель (2) - Роберт Гадоха 5 голов - Ханс-Юрген Крайше - Юрген Шпарвассер - Оттмар Хитцфельд |

В скобках указано число голов, забитых с пенальти.

## Факты
В 2017 году 85-летний Савелий Мышалов, который был врачом футбольной сборной СССР на Играх 1972 года, заявил в интервью, что матч за третье место между сборными СССР и ГДР (2:2) был договорным (он лично участвовал в сговоре по указанию главного тренера сборной СССР Александра Пономарёва), так как согласно регламенту в случае ничейного результата обе команды получали бронзовые награды.